# Årsunda landskommun
Årsunda landskommun var en tidigare kommun i Gävleborgs län. Centralort var Årsunda och kommunkod 1952-1970 var 2106.

## Administrativ historik
Årsunda landskommun inrättades den 1 januari 1863 i Årsunda socken i  Gästrikland  när 1862 års kommunalförordningar trädde i kraft. 
Kommunen påverkades inte av kommunreformen 1952 och förblev oförändrad fram till år 1971 då den kom att bli en del av den nya Sandvikens kommun.

### Kyrklig tillhörighet
I kyrkligt hänseende tillhörde kommunen Årsunda församling.

## Kommunvapnet
Blasonering: I fält av silver en röd spets belagd med en kvarnsten av silver och åtföljda av två inåtvända röda kilhackor.
Detta vapen fastställdes av Kungl. Maj:t den 1 april 1966. Se artikeln om Sandvikens kommunvapen för mer information.

## Geografi
Årsunda landskommun omfattade den 1 januari 1952 en areal av 235,10 km², varav 198,80 km² land. Efter nymätningar och arealberäkningar färdiga den 1 januari 1958 omfattade landskommunen den 1 januari 1961 en areal av 233,39 km², varav 197,74 km² land.

### Tätorter i kommunen 1960
I Årsunda landskommun fanns tätorten Årsunda, som hade 617 invånare den 1 november 1960. Tätortsgraden i kommunen var då 31,0 procent.

## Politik

### Mandatfördelning i valen 1938-1966
| 8 | 4 | 2 | 6 | 1 |

| 21 |

| 1 | 8 | 7 | 4 | 1 |

| 21 |

| 4 | 5 | 8 | 4 |

| 20 |

| 2 | 6 | 8 | 5 |

| 20 |

| 1 | 9 | 6 | 3 | 2 |

| 17 | 4 |

| 8 | 6 | 4 | 3 |

| 20 |

| 9 | 6 | 3 | 3 |

| 21 |

| 8 | 8 | 3 | 2 |

| 20 |

### Fotnoter
1. ↑  Per Andersson: Sveriges kommunindelning 1863-1993, Draking, Mjölby 1993, ISBN 91-87784-05-X, s. 87
2. ↑  ”Svenska Heraldiska Föreningens vapendatabas”. Arkiverad från originalet den 18 oktober 2012. https://web.archive.org/web/20121018011750/http://databas.heraldik.se/index.php. Läst 17 januari 2011.
3. ↑   (PDF) Folkräkningen den 31 december 1950, I, Areal och folkmängd inom särskilda förvaltningsområden m.m., Tätorter. Stockholm: Statistiska centralbyrån. 1952-05-19. sid. 104. Arkiverad från originalet den 1 oktober 2014. https://www.webcitation.org/6T09ZkyrB?url=http://www.scb.se/Grupp/Hitta_statistik/Historisk_statistik/_Dokument/SOS/Folkrakningen_1950_1.pdf. Läst 9 oktober 2014 Arkiverad 29 oktober 2013 hämtat från the Wayback Machine.
4. ↑   ( PDF) Folkräkningen den 1 november 1960, I, Folkmängd inom kommuner och församlingar efter kön, ålder, civilstånd m.m.. Stockholm: Statistiska centralbyrån. 1961. sid. 53 & 203. Arkiverad från originalet den 15 juli 2015. https://www.webcitation.org/6a1zkRbkC?url=http://www.scb.se/Grupp/Hitta_statistik/Historisk_statistik/_Dokument/SOS/Folkrakningen_1960_01.pdf. Läst 16 november 2017 Arkiverad 14 oktober 2013 hämtat från the Wayback Machine.
5. ↑   ( PDF) Folkräkningen den 1 november 1960, II, Folkmängd inom tätorter efter kön, ålder och civilstånd.. Stockholm: Statistiska centralbyrån. 1961. sid. 26. Arkiverad från originalet den 29 juni 2015. https://www.webcitation.org/6ZeEB9Ija?url=http://www.scb.se/Grupp/Hitta_statistik/Historisk_statistik/_Dokument/SOS/Folkrakningen_1960_02.pdf. Läst 16 november 2017 Arkiverad 24 september 2015 hämtat från the Wayback Machine.